# الویدن دژینیچ
الویدن دژینیچ (انگلیسی: Elvedin Džinić؛ زادهٔ ۲۵ اوت ۱۹۸۵) یک بازیکن فوتبال اهل اسلوونی است.